# Società dei Seguaci della Rivoluzione Islamica
La Società dei Seguaci della Rivoluzione islamica (in iraniano: جمعيت رهپويان انقلاب اسلامي; in inglese: Society of Pathseekers of the Islamic Revolution) è una organizzazione politica iraniana. È stata fondata il 1º novembre 2008. 

## Membri
Alireza Zakani è il Segretario Generale dell'organizzazione, vicina alla figura di Ahmad Tavakoli. Elyas Naderan è membro del consiglio centrale.

## Posizione politica
L'organizzazione fa parte del Fronte dei Principalisti Trasformazionalisti, insieme alla Società dei Devoti della Rivoluzione Islamica. Fino al 2011 sosteneva Mahmoud Ahmadinejad. I Seguaci hanno delle divergenze con il Fronte della Stabilità della Rivoluzione Islamica, tuttavia hanno stretto un'alleanza contro la fazione di Ali Larijani in Parlamento.